# Seminary
La ville de Seminary est située dans le comté de Covington, dans l’État du Mississippi, aux États-Unis. Sa population s’élevait à 314 habitants lors du recensement de 2010, estimée à 294 habitants en 2018.

## Démographie
| Groupe      | Seminary | Mississippi | États-Unis |
| ----------- | -------- | ----------- | ---------- |
| Blancs      | 94,9     | 59,1        | 72,4       |
| Noirs       | 3,5      | 37,0        | 12,6       |
| Autres      | 0,6      | 2,2         | 11,2       |
| Amérindiens | 0,6      | 0,5         | 0,9        |
| Métis       | 0,3      | 1,2         | 2,9        |
| Total       | 100      | 100         | 100        |
|             |          |             |            |
| Hispaniques | 1,6      | 2,8         | 16,7       |

Selon l'American Community Survey, pour la période 2011-2015, 100 % de la population âgée de plus de 5 ans déclare parler l'anglais à la maison.

## Source
- (en) Cet article est partiellement ou en totalité issu de l’article de Wikipédia en anglais intitulé « Seminary, Mississippi » (voir la liste des auteurs).

1. ↑  (en) « Population and Housing Unit Estimates » (consulté le 24 mars 2018)
2. ↑  (en) « Census of Population and Housing », Census.gov (consulté le 4 juin 2015)
3. ↑  (en) « Seminary, MS Population - Census 2010 and 2000 », sur censusviewer.com (consulté le 2 mars 2016).
4. ↑  (en) « Population of Mississippi - Census 2010 and 2000 », sur censusviewer.com (consulté le 2 mars 2016).
5. ↑  (en) « Language spoken at home by ability to speak English for the population 5 years and over », sur factfinder.census.gov (consulté le 10 mars 2017).